# Scorn (videojuego)
Scorn es un videojuego de terror de aventuras en primera persona desarrollado por Ebb Software en exclusiva para Microsoft Windows, Xbox Series X y Series S y Steam compatible con distintas plataformas como Linux y Steam Deck vía Proton. El juego está inspirado directamente en las obras de H. R. Giger y Zdzisław Beksiński.

## Modo de juego
El jugador controla a un humanoide sin piel, perdido en un mundo de pesadilla lleno de extrañas criaturas y macabros tapices, que se asemeja a una estructura tecno-orgánica viviente compuesta de acero, carne y hueso. El jugador explorará diferentes regiones interconectadas de forma no lineal, buscando respuestas que expliquen más sobre el mundo del juego.
El juego, hasta ahora, presenta dos armas principales: una pistola y un rifle de tres cañones que disparan algunas formas de picos orgánicos. El jugador comienza con la pistola, un arma de 6 disparos que inflige un daño leve a los enemigos del juego. Parece ser completamente orgánico, comenzando con la base en forma de boca del arma que se puede abrir para permitir que la pistola se retire y se cambie por la escopeta. La escopeta es un arma de 3 disparos que causa un daño considerable a los enemigos de cerca, pero el daño cae a largas distancias. La escopeta está compuesta de los mismos materiales que la pistola, y parece estar hecha de materia orgánica.

## Desarrollo
Ebb Software es un estudio de desarrollo de juegos serbio fundado en 2013. Los desarrolladores han afirmado que diseñaron el juego en torno a la idea de "ser arrojado al mundo" y, como tal, se da muy poco contexto sobre la configuración del juego. Los desarrolladores han explicado que quieren que el entorno inquietante sea un personaje en sí mismo.
El juego se anunció por primera vez el 12 de noviembre de 2014, con un avance que mostraba imágenes pre-alfa, seguido de una campaña fallida en Kickstarter en diciembre de 2014, pero a pesar de esto, el juego permaneció en desarrollo con un lanzamiento planificado en dos partes. En enero de 2015, Scorn recibió financiación privada de un inversor y comenzó a producirse por completo en febrero de 2015. Se planeó que el juego se lanzara en dos partes, la primera se llama Dasein, una palabra en alemán que significa "estar allí" en alemán vernáculo (en alemán: da "allí"; sein "ser"), y "estar-en-el-mundo" en la filosofía de Martin Heidegger. Más tarde, el equipo de producción anunció que lanzaría el juego como un todo, en lugar de partes, aunque la fecha de lanzamiento aún no se había anunciado.
En 2017 Ebb Software lanzó un segundo Kickstarter, alcanzando su objetivo de 150.000 € en septiembre de ese año.
El 7 de mayo de 2020, se anunció que el videojuego se publicará en exclusividad para Xbox Series X corriendo en 4K y 60fps, y no se lanzará en la generación anterior de consolas porque el equipo de desarrolladores no quiso dedicar tiempo al desarrollo sobre lo que sería una versión inferior a la media del juego y la experiencia general. Scorn también se lanzará en Steam, Windows Store y GOG.